# Borradaile Island
Borradaile Island ist eine kleine Insel in der antarktischen Somow-See. Sie zählt zur Nordgruppe der Balleny-Inseln, welche etwa 300 Kilometer vom von der Nordküste des Viktorialands in Ostantarktika entfernt sind.

## Geographie
Die zu 90 % eisbedeckte Insel mit einer Fläche von 3,5 km² liegt rund 8 km südöstlich vor Young Island.

## Geschichte
Entdeckt wurde Borradaile Island im Februar 1839 von John Balleny, der sie nach dem Kaufmann William Borradaile (1787–1844) benannte. Dieser war einer der Gesellschafter des britischen Walfangunternehmens Enderby Brothers, die Ballenys Expedition von 1838/39 finanzierte.

## Sonstiges
Auf der unbewohnten Insel wurde eine Notunterkunft errichtet, die sogenannte „Swan Base“.